# آدم ريس
آدم ريس (بالإنجليزية: Adam Riess) Adam Guy Riess (ولد في ديسمبر 1969 ، في واشنطن العاصمة) هو عالم أمريكي في علم الفلك في جامعة جونز هوبكنز ومعهد علوم تلسكوب الفضاء وكما هو معروف على نطاق واسع لأبحاثه في مجال استخدام مجسات النجوم المتفجرة والكوني.

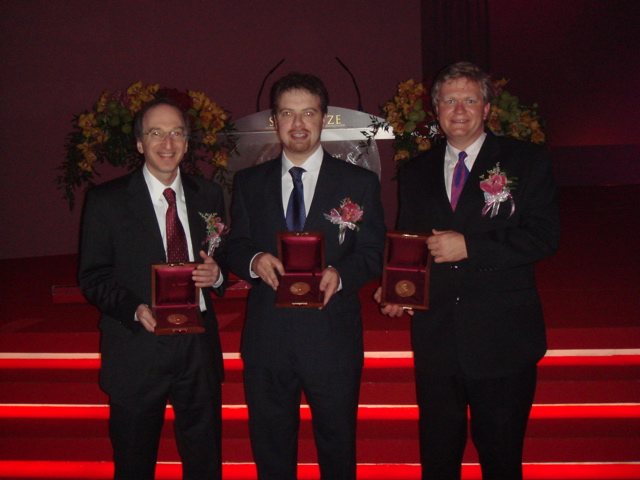
حصل كل من ساول بيرلماتر وريس وبريان شميدت على جائزة شو لعام 2006 في علم الفلك. حصل الثلاثي لاحقًا على جائزة نوبل في الفيزياء لعام 2011.

حصل على جائزة نوبل في الفيزياء لعام 2011 مناصفة مع سول بيرلموتر وبريان شميدت، كما حصل في العام ذاته ـ مع سول بيرلموتر على قلادة ألبرت أينشتاين.

## روابط خارجية
- آدم ريس على موقع الموسوعة البريطانية (الإنجليزية)
- آدم ريس على موقع مونزينجر (الألمانية)
- آدم ريس على موقع ميوزك برينز (الإنجليزية)
- آدم ريس على موقع إن إن دي بي (الإنجليزية)